# 9097 Davidschlag
9097 Davidschlag eller 1996 AU1 är en asteroid i huvudbältet som upptäcktes den 14 januari 1996 av Meyer/Obermair-observatoriet. Den är uppkallad efter den tjeckiska byn Davidschlag.
Asteroiden har en diameter på ungefär 12 kilometer och den tillhör asteroidgruppen Themis.